# Portpatrick Old Parish Church

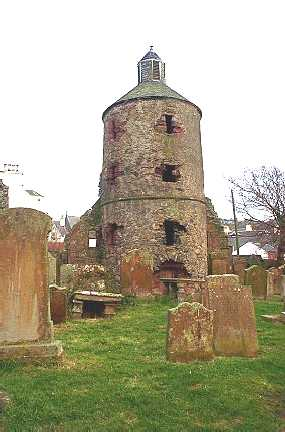
Portpatrick Old Parish Church

Die Portpatrick Old Parish Church ist eine Kirchenruine in der schottischen Ortschaft Portpatrick in der Council Area Dumfries and Galloway. 1972 wurde das Bauwerk in die schottischen Denkmallisten in der höchsten Denkmalkategorie A aufgenommen. Diese Einstufung wurde jedoch 2018 aufgehoben. Weiterhin ist die Anlage als Scheduled Monument geschützt.

## Beschreibung
Die Kirche wurde 1629 fertiggestellt. Möglicherweise befand sich am Standort vormals eine dem heiligen Patrick geweihte Kapelle. Mit dem Neubau der Portpatrick Parish Church 1842 wurde das Gebäude obsolet.
Das Gebäude steht an der St Patrick Street im Zentrum der Ortschaft. Es weist einen kreuzförmigen Grundriss auf. Langhaus und Chor besitzen eine Gesamtlänge von 17,3 m bei einer Breite von 5,8 m. Das Querschiff ist bei gleicher Breite 14,6 m lang. Das rund 90 cm mächtige Mauerwerk besteht aus Bruchstein mit Details aus rotem Sandstein.
An der Westseite ist ein runder vierstöckiger Glockenturm vorgelagert. Runde Glockentürme sind in Schottland sehr selten. In der Region ist nur die Crossmichael Parish Church mit einem ähnlichen Turm ausgestattet. Der Turm besitzt einen Durchmesser von fünf Metern mit einem 1,1 m mächtigen Mauerwerk. Zwischen dem ersten und zweiten Obergeschoss läuft ein schlichtes Gurtgesims um. Der Turm schließt mit einem schiefergedeckten Kegeldach mit Laterne. Möglicherweise entstand der Turm vor dem Kirchenbau und stand einst frei. Auch könnte er einst als Leuchtfeuer gedient haben.
Auf dem Gelände wurden 42 möglicherweise prähistorische Schieferartefakte gefunden. Sie befinden sich in der Sammlung des National Museum of Antiquities of Scotland beziehungsweise des Stranraer Museums.